# Tubular Bells II
Albums de Mike Oldfield
Heaven's Open
(1991) The Songs of Distant Earth
(1994)
Tubular Bells II est le quatorzième album studio du musicien britannique Mike Oldfield. Sorti en 1992, il est le premier réalisé pour son nouveau label de l'époque, Warner. Il a été coproduit par Mike Oldfield, Tom Newman et Trevor Horn. Ce dernier, anciennement des Buggles, de Yes et Art of Noise, participe aussi en tant qu'ingénieur du son. 

## Aperçu général
Mike Oldfield aura mis dix-neuf ans pour donner une suite à Tubular Bells. Parmi les cinq volumes de la « série » (Tubular Bells, Tubular Bells II, Tubular Bells III, The Millennium Bell, Tubular Bells 2003), ce deuxième volume est celui qui comptabilise le plus d'années d'écart avec son prédécesseur. Ses trois successeurs sont en fait apparus en l'espace d'une décennie.
Contrairement à Tubular Bells 2003, sorti une dizaine d'années plus tard, Tubular Bells II n'est pas une simple réinterprétation du premier Tubular Bells, mais une composition différente. Et pourtant, on retrouve une structure assez proche, et plusieurs des thèmes de Tubular Bells II présentent une frappante parenté avec ceux de Tubular Bells, parfois dans le même ordre.[pas clair]
Tubular Bells II joue donc sur le rapport de parenté avec le premier Tubular Bells, sans jamais le répéter, ni totalement s'en écarter. Ce principe sera repris quelques années plus tard par Jean-Michel Jarre pour la suite qu'il donnera à Oxygène (Oxygène 7-13).
Contrairement à l'album Amarok, où Mike Oldfield avait fait le choix de ne présenter qu'une seule piste sur le CD (un seul index), Tubular Bells II est indexé en 14 morceaux, pour environ la même durée (une heure), dont les enchaînements conservent la structure de Tubular Bells : les sept premiers morceaux enchaînés reconstituent une première partie, les six suivants une deuxième et Moonshine reste un épilogue détaché, rappelant le final enjoué The Sailor's Hornpipe de Tubular Bells.

## Pistes de l'album
1. Sentinel – 8:07
2. Dark Star – 2:16
3. Clear Light – 5:48
4. Blue Saloon – 2:59
5. Sunjammer – 2:32
6. Red Dawn – 1:50
7. The Bell – 6:59
8. Weightless – 5:43
9. The Great Plain – 4:47
10. Sunset Door – 2:23
11. Tattoo – 4:15
12. Altered State – 5:12
13. Maya Gold – 4:01
14. Moonshine – 1:42

## Personnel
- Mike Oldfield : Guitare acoustique, guitare classique, guitare flamenco, guitare 12 cordes, guitare électrique, basse,  banjo, orgue Hammond, orgue Lowrey, orgue Farfisa, piano, synthétiseur, glockenspiel, timbales, cloches tubulaires, percussions, chant.
- Alan Rickman : Maître de cérémonie sur The Bell[1]
- Sally Bradshaw : Chant
- Edie Lehmann : Chant
- Susannah Melvoin : Chant
- Celtic Bevy Band : Cornemuses
- Musiciens du Los Angeles Police Department : Cornemuses
- Jamie Muhoberac : Claviers, effects spéciaux
- Steve Payne : Basse
- John Robinson : Batterie sur Altered States
- Eric Caudieux : Programmation et son digital

## Production
- Trevor Horn, Tom Newman, Mike Oldfield : Production
- Tim Weidner, Trevor Horn : Ingénieurs
- Steve MacMillan : Ingénieur, mixing
- Trevor Key : Photographie